# سعادة الأسرة
سعادة الأسرة، هي رواية قصيرة للكاتب ليو تولستوي، كتبها في عام 1859 ونُشرت لأوّل مرة في مجلّة الرسول الروسي.

## الحبكة
تتمحور الرواية حول قصّة حب وزواج الفتاة الشابة ماشيشكا (17 عامًا) وصديق عائلتها القديم الأكبر سنًا سيرجي ميخيليتش (36 عامًا). تروي ماشا القصّة. يبدأ الأمر بمغازلة متخفية وراء ستار الصداقة العائلية، وتنتهي بالحب الذي يسيطر على ماشا ولا تستطيع احتواءه بعد الآن. تكشف ماشا عن مشاعرها لسيرجي ميخيليتش، الذي يبادلها هذا الغرام. لم يقاومها سيرجي إلا نتيجةً لخوفه من تعب مارشا من فارق السن بينهما. يخبرها سيرجي بأنّه يحب الهدوء والسكون، بينما ترغب هي باستكشاف واستطلاع الحياة أكثر. يشعر الثنائي بسعادة تكسوها النشوة والعاطفة، لذا يقدم سيرجي على خطبتها ويستعدّ للزواج منها. ينتقل الزوجان إلى منزل ميخيليتش بعد زواجهما. ينتمي كلاهما إلى الطبقة العليا الروسية المالكة للأراضي. سرعان ما ينفذ صبر ماشا حيال نظام الحياة الهادئ في منزلهم، على الرغم من استمرار التفاهم والحب القوي بينهما. يقرّر الزوجان قضاء بضعة أسابيع في سان بطرسبرغ للتخفيف من حدّة قلقها. يوافق سيرجي ميخيليتش على اصطحاب ماشا إلى حفلة راقصة أرستقراطية؛ على الرغم من كرهه لـ «المجتمع» الذي يسحر ماشا. يستمرّ الزوجان في التردد إلى الحفلات الراقصة، إلى أن تصبح ماشا زبونةً دائمةً ومحبوبة الكونتيسات والأمراء بسبب سحرها وجمالها الريفي. يشعر سيرجي ميخيليتش بالسعادة نتيجة الحماس الذي تثيره زوجته في مجتمع بطرسبرغ في بادئ الأمر، لكنّه يستهجن شغفها بهذا «المجتمع» دون أن يحاول التأثير عليها. سيسمح سيرجي ميخيليتش لزوجته بالكشف عن الوجه الحقيقي الفارغ والقبيح لهذا «المجتمع» دون تدخّله، مدفوعًا باحترامه لها. تهتزّ ثقة ميخيليتش بزوجته بينما يرى مدى انبهارها بهذا العالم. وفي نهاية المطاف، يواجه الزوجان بعضهما البعض بشأن اختلافاتهما. يتجادل الزوجان لكنّهما لا يثقان بقدرة التفاوض على فضّ هذا الجدال. يدخل الزوجان في حالة من الصدمة والخزي نتيجةً لتحوّل حبهما الشديد لموضع شكّ. يتغيّر شيء ما في علاقتهما، لكنّهما يرفضان التحدث عنه بسبب كبريائهما. تختفي كلّ من الثقة والألفة، ولا يبقى مكان سوى للصداقة اللبقة. تتوق ماشا للعودة إلى حالة الانسجام المتّقد الذي عرفاه قبل ذهابهم إلى بطرسبرغ. يعود الزوجان إلى الريف، حيث تبقى ماشا يائسةً على الرغم من إنجابها لبعض الأطفال وامتلاكها وزوجها لحياة طيّبة. يصبح من الصعب عليهما البقاء سوّيةً لوحدهما، لكنّ ماشا تطلب من زوجها في نهاية المطاف تفسيرًا لعدم محاولته توجيهها وإرشادها بعيدًا عن الحفلات الراقصة والاحتفالات في بطرسبرغ. لما يخسر الزوجان حبّهما الشديد؟ ولماذا لا يحاولان استعادته؟ لم يخبرها ميخيليتش ما تودّ سماعه، ولكن تساعدها هذه الإجابات في التريّث والاستعداد لحياة طويلة من «السعادة الأسرية» المريحة.

## في الثقافة الشعبية
يرد مقطع من الكتاب في كتاب وفيلم إنتو ذا وايلد (إلى البرّية):
«واجهت الكثير في حياتي، أظنّ أنني وجدت عناصر السعادة: حياة هادئة منعزلة في الريف، نبذل فيها ما في طاقتنا، كيفما تكون أكثر نفعًا للناس الذين تسهل عليهم مكافأتنا بالعمل الطيّب المخلص، والذين لم يعتادوا أن يُقابلوا بمثل أعمالهم الطيّبة، ونؤدّي من الأعمال ما نرى فيه فائدة، ثم الرياضة والطبيعة والكتب والموسيقى وحبّ الجيران، هذه هي فكرتي عن السعادة، ثم أنتِ في رأس القائمة، شريكة الحياة، ثم أطفالنا فيما بعد... كيف يمكن أن يطمع المرء بأكثر من هذا؟».